# شهرستان فراشبند
شهرستان فراشبند یکی از شهرستان‌های استان فارس در ایران است.

## جمعیت
مرکز این شهرستان، شهر فراشبند و جمعیت آن بر پایه سرشماری سال ۱۳۹۵ برابر با ۴۵٬۴۵۹ تن بوده‌است. این شهرستان دارای منابع گاز طبیعی است.

## پیشینه تاریخی
شهرستان فراشبند با دارا بودن بیش از ۲۵ چهارطاقی نه تنها لقب پایتخت چهارطاقی‌های ایران را داراست بلکه نشان از قدمت این شهرستان می‌باشد
بقایای ۱۰ آتشکدهٔ زرتشتی در شهرستان فراشبند وجود دارد. اقتصاد این شهرستان مبتنی بر زراعت، باغداری و قالیبافی است. باغات این شهرستان نخلستان است. میدان گازی دالان و پالایشگاه آغاردالان در این ناحیه واقع شده‌است.
کتاب پارسه، نوشته سید رزاق امیری، نمایانگر جامع و کاملی از این سرزمین و خطهٔ فارس است.

## تقسیمات کشوری
شهرستان فراشبند از سال ۱۳۲۲ یعنی پس از تأسیس شهرستان فیروزآباد تا سال ۱۳۸۱ بخشی از شهرستان فیروزآباد بود و در سال ۱۳۸۱ به عنوان بیست و دومین شهرستان فارس به شهرستان ارتقا یافت و هم‌اکنون دارای دو بخش مرکزی و دهرم به شرح زیر می‌باشد.
- بخش مرکزی
  - دهستان آویز
  - دهستان نوجین

شهرها: فراشبند، نوجین
- بخش دهرم
  - دهستان دهرم
  - دهستان دژگاه[۵]

شهرها: دهرم